# ₽
عرض_العنوان
₽ أو رمز الروبل أو اختصار الروبل أو علامة الروبل (بالروسية: Символ российского рубля) هو الرمز الذي يستخدم للإشارة للروبل الروسي.

## اعتماده
ما بين 5 نوفمبر إلى 5 ديسمبر 2013 أجرى بنك روسيا استطلاعًا على موقعه الإلكتروني يحوي خمسة رموز مقترحة للروبل، واتيح التصويت أيضًا بـ«ضد الكل» وحصل رمز الروبل (₽) على نسبة 61% من الأصوات، ولم يكن هدف البنك إجراء تصويت بقدر ما كان جمع أكبر عدد ممكن من التعليقات والآراء حول الرمز.
اعتمد رسميًا كرمز للروبل الروسي في 11 ديسمبر 2013 من قبل مجلس إدارة بنك روسيا.

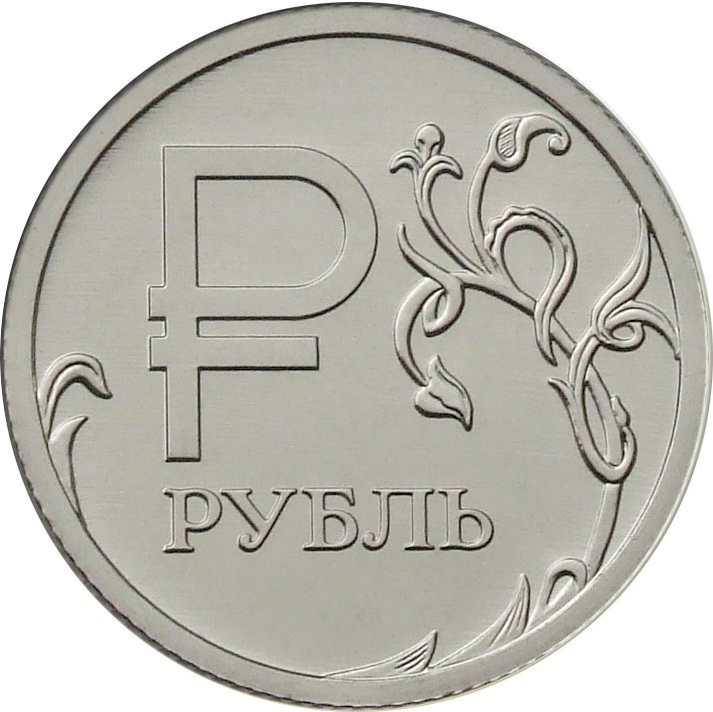
رمز الروبل على عملة روبل تذكارية